# Estação Protectora de la Infancia
A Estação Protectora de la Infancia é uma das estações do Metrô de Santiago, situada em Santiago, entre a Estação Hospital Sótero del Río e a Estação Las Mercedes. Faz parte da Linha 4.
Foi inaugurada em 30 de novembro de 2005. Localiza-se no cruzamento da Avenida Concha y Toro com a Rua Ángel Pimentel. Atende a comuna de Puente Alto.